# Alocasia
Genre
Classification phylogénétique
Alocasia est un genre de plantes vivaces rhizomateuses ou tubéreuses à larges feuilles de la famille des Aracées. Il en existe 91 espèces originaires des régions allant de l'Asie tropicale et subtropicale à l'Australie orientale, et largement cultivées ailleurs.

## Description
L'Alocasia présente de grandes feuilles cordées ou sagittées d'une longueur de 20 à 90 cm sur de longs pétioles. Leurs fleurs aracées poussent au bout d'une courte tige et sont souvent cachées derrière les pétioles des feuilles.
La tige (un rhizome ) est comestible, mais contient des cristaux d'oxalate de calcium raphides ainsi que d'autres irritants (peut-être une peptidase ) susceptibles d'engourdir et  de provoquer un gonflement de la langue et du pharynx causant des difficultés respiratoires et de fortes douleurs de la gorge. Les parties inférieures contiennent plus de poison. Une ébullition prolongée avant de servir ou de transformer peut réduire les risques, et des fruits acides tels que le tamarin peuvent les dissoudre.

## Culture
Les Alocasia sont des plantes tropicales de plus en plus populaires. Ils sont généralement cultivés en pot et en serre, où ils bénéficient de conditions adaptées. Redoutant la pénombre, ils ont besoin d'un bon éclairage en intérieur et, comme toute autre plante tropicale, de nettoyages hebdomadaire des feuilles et d'une brumisation fréquente.
Ils survivent rarement aux hivers froids ou à l'air sec dû au chauffage artificiel et doivent être protégées des acariens ou des attaques d'araignées rouges.

## Espèces
Ci-dessous, les espèces acceptées classées sous Alocasia avec leurs noms communs (le cas échéant) et leurs aires de répartition: 

Taro géant ou Oreille d'éléphant (Alocasia macrorrhizos).

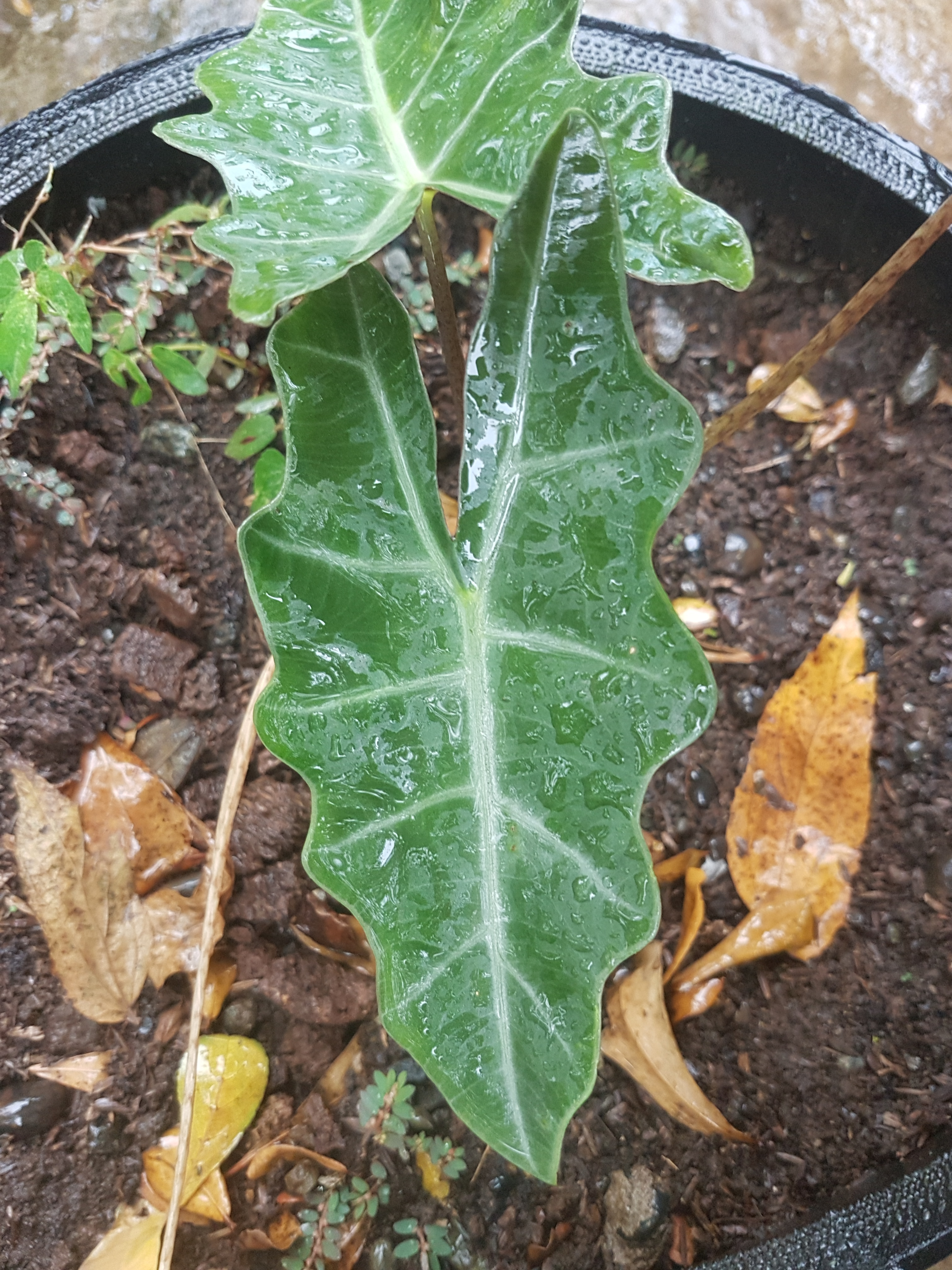
Alocasia sanderiana

- Alocasia acuminata Schott: (Indonésie)
- Alocasia aequiloba N.E.Br.: (Nouvelle-Guinée)
- Alocasia alba Schott: (Sri Lanka)
- Alocasia arifolia Hallier f.: (Malaisie)
- Alocasia atropurpurea Engl.: (Philippines)
- Alocasia augustiana (en) L.Linden & Rodigas: (Nouvelle-Guinée)
- Alocasia azlanii K.M.Wong & P.C.Boyce: (Brunei)
- Alocasia baginda Kurniawan & P.C.Boyce: (Kalimantan)
- Alocasia balgooyi A.Hay: (Célèbes)
- Alocasia beccarii Engl.: (Malaisie)
- Alocasia boa A.Hay: (Nouvelle-Guinée)
- Alocasia boyceana A.Hay: (Philippines)
- Alocasia brancifolia (Schott) A.Hay: (Nouvelle-Guinée)
- Alocasia brisbanensis (en) (F.M.Bailey) Domin: Cunjevoi, spoon lily (Australie)
- Alocasia cadieri Chantrier: (Asie du Sud-Est)
- Alocasia celebica Engl. ex Koord: (Célèbes)
- Alocasia clypeolata A.Hay: Green shield (Philippines)
- Alocasia cucullata (Lour.) G.Don in R.Sweet: Chinese taro (Indonésie)
- Alocasia culionensis Engl.: (Philippines)
- Alocasia cuprea K.Koch: (Bornéo)
- Alocasia decipiens Schott: (Indonésie)
- Alocasia decumbens  Buchet: (Vietnam)
- Alocasia devansayana (L.Linden & Rodigas) Engl.: (Nouvelle-Guinée)
- Alocasia epilithica Serebryanyi, K.Z.Hein & Naive: (Birmanie)
- Alocasia evrardii Gagnep. ex V.D.Nguyen: (Cambodge jusqu'au centre du Vietnam)
- Alocasia fallax Schott: (Est Himalaya jusqu'au Bangladesh)
- Alocasia farisiiZulhazman, Norziel. & P.C.Boyce: (Péninsule Malaise)
- Alocasia flabellifera A.Hay: (Nouvelle-Guinée)
- Alocasia flemingiana Yuzammi & A.Hay: (Java)
- Alocasia fornicata (Roxb.) Schott: (India, Indonésie)
- Alocasia grata Prain ex Engl. & Krause in H.G.A.Engler: (Indonésie)
- Alocasia hainaica N.E.Br.: (Hainan jusqu'au Nord Vietnam)
- Alocasia hararganjensis H.Ara & M.A.Hassan: (Bangladesh)
- Alocasia heterophylla (C.Presl) Merr.: (Philippines)
- Alocasia hollrungii Engl.: (Nouvelle-Guinée)
- Alocasia hypoleuca P.C.Boyce: (Thaïlande)
- Alocasia indica (Lour.) Spach: (Sous-continent indien jusqu'à l'Indochine)
- Alocasia infernalis P.C.Boyce: (Bornéo)
- Alocasia inornata Hallier f.: (Sumatra)
- Alocasia jiewhoei V.D.Nguyen: (Cambodge)
- Alocasia kerinciensis A.Hay: (Sumatra)
- Alocasia lancifolia Engl.: (Nouvelle-Guinée)
- Alocasia lauterbachiana (Engl.) A.Hay: (Nouvelle-Guinée)
- Alocasia lecomtei Engl.: (Vietnam)
- Alocasia longiloba Miq.: (Malaisie)
- Alocasia macrorrhizos : Taro géant, Oreille d'éléphant, Songe caraïbe (Asie du Sud-Est, Australie, Pacifique)
- Alocasia maquilingensis Merr.: (Philippines)
- Alocasia megawatiae Yuzammi & A.Hay: (Célèbes)
- Alocasia melo A.Hay: (Bornéo)
- Alocasia micholitziana Sander: Elephant’s ear plant (Philippines)
- Alocasia minuscula A.Hay: (Bornéo)
- Alocasia monticola A.Hay: (Nouvelle-Guinée)
- Alocasia navicularis (K.Koch & C.D.Bouché) K.Koch & C.D.Bouché: (Himalaya)
- Alocasia nebula A.Hay: (Bornéo)
- Alocasia nicolsonii A.Hay: (Nouvelle-Guinée)
- Alocasia nycteris Medecilo, G.C.Yao & Madulid: (Philippines)
- Alocasia odora (Lindl.) K.Koch: Night-scented lily (Asie du Sud-Est, Chine)
- Alocasia × okinawensis Tawada: (Archipel Nansei au Japon)
- Alocasia pangeran A.Hay: (Bornéo)
- Alocasia peltata M.Hotta: (Bornéo)
- Alocasia perakensis Hemsl.: (Malaisie)
- Alocasia portei Schott: (Nouvelle-Guinée)
- Alocasia princeps W.Bull: (Malaisie)
- Alocasia principiculus A.Hay: (Bornéo)
- Alocasia puber (Hassk.) Schott: (Java)
- Alocasia puncakborneensis S.Y.Wong & P.C.Boyce: (Sarawak)
- Alocasia puteri A.Hay: (Bornéo)
- Alocasia pyrospatha A.Hay: (Nouvelle-Guinée)
- Alocasia ramosii A.Hay: (Philippines)
- Alocasia reginae N.E.Br.: (Bornéo)
- Alocasia reginula A.Hay: Black velvet (cultivated)
- Alocasia reversa N.E.Br.: (Philippines)
- Alocasia ridleyi A.Hay: (Bornéo)
- Alocasia robusta M.Hotta: (Bornéo)
- Alocasia rosea Asih & Yuzammi: (Sumatra)
- Alocasia sakonakhonensis Chatan & Promprom: (Thaïlande)
- Alocasia salarkhanii H.Ara & M.A.Hassan: (Bangladesh)
- Alocasia sanderiana W.Bull: (Philippines)
- Alocasia sarawakensis M.Hotta: (Bornéo)
- Alocasia scabriuscula N.E.Br.: (Bornéo)
- Alocasia scalprum A.Hay: (Philippines)
- Alocasia simonsiana A.Hay: (Nouvelle-Guinée)
- Alocasia sinuata N.E.Br.: (Philippines)
- Alocasia suhirmaniana Yuzammi & A.Hay: (Célèbes)
- Alocasia tandurusa
- Alocasia venusta A.Hay: (Bornéo)
- Alocasia vietnamensis V.D.Nguyen: (Vietnam)[4]
- Alocasia wentii  Engl. & K.Krause: Bouclier de Nouvelle-Guinée (Nouvelle-Guinée)
- Alocasia wongii  A.Hay: (Bornéo)
- Alocasia yunqiana Z.X.Ma, Yifan Li & J.T.Yin: (Yunnan, province chinoise)
- Alocasia zebrina Schott ex Van Houtte: (Philippines)

### Hybrides
Les espèces hybrides du genre Alocasia sont les suivantes (liste incomplète) : 
- A. × mortfontanensis André = A. longiloba × A. sanderiana [5] (syn. A. × amazonica[6] )

## Confusions possibles
Alocasia et Colocasia sont 2 genres à l'aspect assez proche et sont tous les deux appelés "oreilles d'éléphant"".
L'Alocasia se distingue par ses feuilles brillantes qui pointent vers le haut, soutenues par un "tronc" visible. À l'inverse, le Colocasia a des feuilles mates qui pendent vers le bas et pousse sur un tubercule généralement souterrain.